# Circus Franz Althoff
Pour les articles homonymes, voir Althoff.
 (mars 2019).
Si vous disposez d'ouvrages ou d'articles de référence ou si vous connaissez des sites web de qualité traitant du thème abordé ici, merci de compléter l'article en donnant les références utiles à sa vérifiabilité et en les liant à la section « Notes et références ».
Le Cirque Franz Althoff est un cirque allemand disparu dont le chapiteau à 3 pistes fut utilisé pour le tournage du film Le Plus Grand Cirque du monde.

## Le fondateur
Franz Althoff (* 1908 ; † 1987) : 
- Franz Althoff est le fils de  Dominik Althoff (* 1882 ; † 1974).
- Franz Althoff est le frère d'Adolf Althoff (* 1913 ; † 1998) et de Carola Williams (* 1903 ; † 1987).
- Franz Althoff est le père de Harry (* 1938) et Franziska (* 1948) Althoff.

## Le Cirque Franz Althoff
Le Cirque Franz Althoff fut fondé en 1937.
Dans les années 1960, il présentait dans son spectacle réalisé sous un chapiteau à 3 pistes, un carrousel équestre comprenant jusqu'à 60 chevaux et un troupeau constitué de 14 éléphants.
En 1963, son chapiteau fut mis à disposition pour le tournage du film Circus World ou The magnificent showman (Le Plus Grand Cirque du monde réalisé par Henry Hathaway, avec John Wayne).
En 1967, le spectacle de cirque était complété par une exhibition avec des dauphins dressés.
Le Cirque Franz Althoff cessa ses activités en 1968.